# Polski Kontyngent Wojskowy w Republice Środkowoafrykańskiej (Unia Europejska)
Polski Kontyngent Wojskowy w Republice Środkowoafrykańskiej (PKW RCA, PKW RŚA) – wydzielony komponent Sił Zbrojnych RP, przeznaczony do działań policyjnych w ramach sił Unii Europejskiej EUFOR RCA w Republice Środkowoafrykańskiej w latach 2014–2015, a następnie doradczych w EUMAM RCA w 2015–2016 i w EUTM RCA od 2016.
PKW RCA na przestrzeni lat nosił następujące oficjalne nazwy:
- 2014–2015: Polski Kontyngent Wojskowy w operacji wojskowej Unii Europejskiej w Republice Środkowoafrykańskiej (PKW EUFOR RŚA),
- 2015–2016: Polski Kontyngent Wojskowy w Wojskowej Misji Doradczej Unii Europejskiej w Republice Środkowoafrykańskiej (PKW EUMAM RŚA),
- od 2016: Polski Kontyngent Wojskowy w szkoleniowej misji wojskowej Unii Europejskiej w Republice Środkowoafrykańskiej (PKW EUTM RŚA).

## Historia

### EUFOR RCA
W kwietniu 2013 doszło do upadku rządu Bozize, w wyniku tego Republika Środkowoafrykańska stała się państwem upadłym pozbawionym władzy centralnej, w którym dochodziło do ciągłych walk. Sytuacja zaniepokoiła Radę Bezpieczeństwa ONZ, która od października 2013 do stycznia 2014 przyjęła szereg rezolucji autoryzujących działania pokojowe organizacji międzynarodowych, zmierzających do ustanowienia pokoju w Republice. W skład tych sił 6 grudnia 2013 weszły wojska francuskie, prowadzące operację "Sangaris" (wspartą lotniczo przez polski kontyngent wojskowy), w kwietniu 2014 operacja francuska została przekształcona we wspólną operację Unii Europejskiej – EUFOR RCA.
W kwietniu 2014 Rada Ministrów zdecydowała o wsparciu operacji sił EUFOR RCA liczącym ok. 50 żołnierzy kontyngentem wojskowym. Zasadniczy element PKW stanowił pluton manewrowy, wchodzący w skład wystawionej przez EUROGENDFOR (European Gendarmerie Force) IPU (Integrated Police Unit), czyli wielonarodowej, francusko-hiszpańsko-polskiej kompanii policji wojskowej. Kontyngent formalnie rozpoczął swoją misję w lipcu 2014. Do zadań żandarmów należało:
- patrolowanie wyznaczonych stref w Bangi, wspólnie z żołnierzami sił MISCA i operacji Sangaris,
- szkolenie i pomoc miejscowej policji w zakresie metod prowadzenia postępowań karnych i czynności dochodzeniowo-śledczych[1].

Kontyngent oficjalnie zakończył misję 6 lutego 2015, związane to było z przekazaniem odpowiedzialności przez EUFOR siłom pokojowym ONZ MINUSCA. 23 lutego 2015 miało miejsce uroczyste przywitanie żołnierzy Polskiego Kontyngentu Wojskowego w Republice Środkowoafrykańskiej.

### EUMAM RCA
W związku z zakończeniem misji EUFOR RCA Rada Unii Europejskiej decyzją z dnia 19 stycznia 2015 utworzyła misję EUMAM RCA (European Union Military Advisory Mission in Central African Republic), mającą na celu doradztwo w zakresie reformy systemu bezpieczeństwa, zarządzania siłami i środkami oraz przygotowania warunków do opracowania programów szkoleniowych środkowoafrykańskich sił zbrojnych. Do udziału w EUMAM RCA skierowano Polski Kontyngent Wojskowy, liczący 2 żołnierzy w dowództwie misji.

### EUTM RCA
16 lipca 2016, w związku z końcem mandatu EUMAM RCA, Unia Europejska rozpoczęła kolejną misję w Republice Środkowoafrykańskiej – EUTM RCA (European Union Training Mission  in Central African Republic), mającą za zadanie doradztwo strategiczne ministerstwu obrony oraz szkoleniem sił zbrojnych, ze szczególnym uwzględnieniem kadry oficerskiej i podoficerskiej. Polski kontyngent wojskowy kontynuuje swoją obecność w unijnej operacji.

## Struktura organizacyjna
Czas trwania, dowódcy, jednostka wystawiająca, liczebność oraz struktura poszczególnych zmian:
| Formacja                  | I zmiana EUFOR RCA 14 VII 2014 – 15 XII 2014 | II zmiana EUFOR RCA 15 XII 2014 – 6 II 2015 |
| ------------------------- | -------------------------------------------- | ------------------------------------------- |
| Dowództwo PKW             | ppłk Adam Stręk                              | płk Leon Stanoch                            |
| pluton manewrowy          | OS ŻW Mińsk Mazowiecki                       | OS ŻW Mińsk Mazowiecki                      |
| Narodowy Element Wsparcia | 1 Brygada Logistyczna                        | 1 Brygada Logistyczna                       |
| Liczebność                | 50                                           | 50                                          |

Dowódcy PKW (w nawiasie początek zmiany):
| - I zmiana EUFOR RCA (2014) – ppłk Adam Stręk - II zmiana EUFOR RCA (2014) – płk Leon Stanoch - I zmiana EUMAM RCA (2015) – kpt. Grzegorz Makowski - II zmiana EUMAM RCA (2015) – mjr Michał Kleczko - III zmiana EUMAM RCA (2016) – kpt. Grzegorz Skalski - I zmiana EUTM RCA (2016) – mjr Artur Sikora - II zmiana EUTM RCA (2017) – ppłk Rajmund Giera - III zmiana EUTM RCA (2017) – mjr Łukasz Wojczuk - IV zmiana EUTM RCA (2018) – mjr Michał Dąbrowski - V zmiana EUTM RCA (2018) – mjr Michał Smoleń - VI zmiana EUTM RCA (2019) – mjr Rafał Zieliński | - VII zmiana EUTM RCA (2019) – mjr Radosław Lewandowski - VIII zmiana EUTM RCA (2020) – mjr Bartosz Niewiadomski - IX zmiana EUTM RCA (2020) – płk Mirosław Zyber - X zmiana EUTM RCA (2021) – ppłk Mariusz Ostapiak - XI zmiana EUTM RCA (2021) – kpt. Piotr Olszewski - XII zmiana EUTM RCA (2022) – ppłk Piotr Zychowicz - XIII zmiana EUTM RCA (2022) – mjr Kamil Pawlak - XIV zmiana EUTM RCA (2023) – mjr Tomasz Krzywiecki - XV zmiana EUTM RCA (2023) – mjr Filip Grzelakowski - XVI zmiana EUTM RCA (2024) – mjr Marcin Smus - XVII zmiana EUTM RCA (2024) – mjr Tomasz Mogielnicki - XVIII zmiana EUTM RCA (2025) - mjr Kacper Tomala |

## Odznaczenia za udział w kontyngencie

Baretka medalu CSDP za misję EUFOR RCA
Baretka medalu CSDP za misję EUMAM RCA
Baretka medalu CSDP za misję EUTM RCA